# Луанда
Луанда (порт. Luanda) је главни град Анголе и лука на Атлантском океану. Административно је и трговачко средиште. Постоје шећеране, гаји се памук и има рафинерија нафте.

## Географија
Луанда се налази на надморској висини од 6 m. Налази се на обали Атлантског океана.

### Клима
| Клима Луанде (1961–1990, екстреми 1879–садашњост) | Клима Луанде (1961–1990, екстреми 1879–садашњост) | Клима Луанде (1961–1990, екстреми 1879–садашњост) | Клима Луанде (1961–1990, екстреми 1879–садашњост) | Клима Луанде (1961–1990, екстреми 1879–садашњост) | Клима Луанде (1961–1990, екстреми 1879–садашњост) | Клима Луанде (1961–1990, екстреми 1879–садашњост) | Клима Луанде (1961–1990, екстреми 1879–садашњост) | Клима Луанде (1961–1990, екстреми 1879–садашњост) | Клима Луанде (1961–1990, екстреми 1879–садашњост) | Клима Луанде (1961–1990, екстреми 1879–садашњост) | Клима Луанде (1961–1990, екстреми 1879–садашњост) | Клима Луанде (1961–1990, екстреми 1879–садашњост) | Клима Луанде (1961–1990, екстреми 1879–садашњост) |
| Показатељ \ Месец                                 | .Јан.                                             | .Феб.                                             | .Мар.                                             | .Апр.                                             | .Мај.                                             | .Јун.                                             | .Јул.                                             | .Авг.                                             | .Сеп.                                             | .Окт.                                             | .Нов.                                             | .Дец.                                             | .Год.                                             |
| ------------------------------------------------- | ------------------------------------------------- | ------------------------------------------------- | ------------------------------------------------- | ------------------------------------------------- | ------------------------------------------------- | ------------------------------------------------- | ------------------------------------------------- | ------------------------------------------------- | ------------------------------------------------- | ------------------------------------------------- | ------------------------------------------------- | ------------------------------------------------- | ------------------------------------------------- |
| Апсолутни максимум, °C (°F)                       | 33,9 (93)                                         | 34,1 (93,4)                                       | 37,2 (99)                                         | 36,1 (97)                                         | 36,1 (97)                                         | 35,0 (95)                                         | 28,9 (84)                                         | 28,3 (82,9)                                       | 31,0 (87,8)                                       | 31,2 (88,2)                                       | 36,1 (97)                                         | 33,6 (92,5)                                       | 37,2 (99)                                         |
| Максимум, °C (°F)                                 | 29,5 (85,1)                                       | 30,5 (86,9)                                       | 30,7 (87,3)                                       | 30,2 (86,4)                                       | 28,8 (83,8)                                       | 25,7 (78,3)                                       | 23,9 (75)                                         | 24,0 (75,2)                                       | 25,4 (77,7)                                       | 26,8 (80,2)                                       | 28,4 (83,1)                                       | 28,6 (83,5)                                       | 27,7 (81,9)                                       |
| Просек, °C (°F)                                   | 26,7 (80,1)                                       | 28,5 (83,3)                                       | 28,6 (83,5)                                       | 28,2 (82,8)                                       | 27,0 (80,6)                                       | 23,9 (75)                                         | 22,1 (71,8)                                       | 22,1 (71,8)                                       | 23,5 (74,3)                                       | 25,2 (77,4)                                       | 26,7 (80,1)                                       | 26,9 (80,4)                                       | 25,8 (78,4)                                       |
| Минимум, °C (°F)                                  | 23,9 (75)                                         | 24,7 (76,5)                                       | 24,6 (76,3)                                       | 24,3 (75,7)                                       | 23,3 (73,9)                                       | 20,3 (68,5)                                       | 18,7 (65,7)                                       | 18,8 (65,8)                                       | 20,2 (68,4)                                       | 22,0 (71,6)                                       | 23,3 (73,9)                                       | 23,5 (74,3)                                       | 22,3 (72,1)                                       |
| Апсолутни минимум, °C (°F)                        | 18,0 (64,4)                                       | 16,1 (61)                                         | 20,0 (68)                                         | 17,8 (64)                                         | 17,8 (64)                                         | 12,8 (55)                                         | 11,0 (51,8)                                       | 12,2 (54)                                         | 15,0 (59)                                         | 17,8 (64)                                         | 17,2 (63)                                         | 17,8 (64)                                         | 11,0 (51,8)                                       |
| Количина падавина, mm (in)                        | 30 (1,18)                                         | 36 (1,42)                                         | 114 (4,49)                                        | 136 (5,35)                                        | 16 (0,63)                                         | 0 (0)                                             | 0 (0)                                             | 1 (0,04)                                          | 2 (0,08)                                          | 7 (0,28)                                          | 32 (1,26)                                         | 31 (1,22)                                         | 405 (15,94)                                       |
| Дани са падавинама (≥ 0.1 mm)                     | 4                                                 | 5                                                 | 9                                                 | 11                                                | 2                                                 | 0                                                 | 0                                                 | 1                                                 | 3                                                 | 5                                                 | 8                                                 | 5                                                 | 53                                                |
| Релативна влажност, %                             | 80                                                | 78                                                | 80                                                | 83                                                | 83                                                | 82                                                | 83                                                | 85                                                | 84                                                | 81                                                | 82                                                | 81                                                | 82                                                |
| Сунчани сати — месечни просек                     | 217,0                                             | 203,4                                             | 207,7                                             | 192,0                                             | 229,4                                             | 207,0                                             | 167,4                                             | 148,8                                             | 150,0                                             | 167,4                                             | 186,0                                             | 201,5                                             | 2.277,6                                           |
| Сунчани сати — дневни просек                      | 7,0                                               | 7,2                                               | 6,7                                               | 6,4                                               | 7,4                                               | 6,9                                               | 5,4                                               | 4,8                                               | 5,0                                               | 5,4                                               | 6,2                                               | 6,5                                               | 6,2                                               |
| Извор #1: Deutscher Wetterdienst                  |                                                   |                                                   |                                                   |                                                   |                                                   |                                                   |                                                   |                                                   |                                                   |                                                   |                                                   |                                                   |                                                   |
| Извор #2: Meteo Climat (record highs and lows)    |                                                   |                                                   |                                                   |                                                   |                                                   |                                                   |                                                   |                                                   |                                                   |                                                   |                                                   |                                                   |                                                   |

## Становништво
Становници Луанде су углавном припадници неке од афричких етничких група, укључујући Овимбунду, Кимбунду и Баконго племена. Службени и најчешће употребљавани језик је португалски, а осим њега доста се употребљавају локални језици Банту порекла.
У граду постоји и мали број становника европског порекла.

## Привреда
Индустрија се базира на преради хране, пића, текстила, цемента и других грађевинских материјала, пластичних производа, металних роба, цигарета и обуће.
Налазишта нафте су пронађена у близини, и ова сировина се обрађивала у граду, али су током грађанског рата доста оштећена.
Луанда има изврсну природну луку, а главни извоз чине: кафа, памук, шећер, дијаманти, жељезо и со.

## Партнерски градови
- Сао Пауло[6][7]
- Хјустон[8]
- Лисабон[9][10][11][12]
- Мапуто
- Макао
- Порто